# Urraca Alfonso di Castiglia
Urraca di Castiglia detta l'Asturiana. Urraca anche in spagnolo, in asturiano, in aragonese, in portoghese, in galiziano e in catalano e Urraka in basco. Urraca in latino (1132 oppure 1126 – Palencia, 26 ottobre 1164 oppure 1189) infanta di Castiglia fu regina consorte di Pamplona, dal 1144 al 1150, poi consorte del governatore della Asturie, dal 1162 circa alla sua morte.

## Origine
Come riporta la Chronica Adefonsi Imperatoris Urraca era figlia illegittima del re di León e Castiglia Alfonso VII l'Imperatore e dell'amante Gontroda Pérez, figlia del conte asturiano, Pedro Díaz, membro dell'aristocrazia asturiana e di María Ordóñez; Gontroda Pérez era vedova del conte Gutierrez Sebastianiz.
Secondo la cronaca di Alberico delle Tre Fontane,
Alfonso era figlio del nobile francese, conte Raimondo di Borgogna e di Urraca, discendente del re di Castiglia e Leon, Ferdinando I, anche gli Anales Toledanos riportano che era figlio di Raimondo di Borgogna e di Urraca (El Rey D. Alfonso, fillo del Conde D. Raymondo è de Doña Urraca), che secondo il Chronicon regum Legionensium, era la figlia del re Alfonso VI e della sua seconda moglie, Costanza di Borgogna.

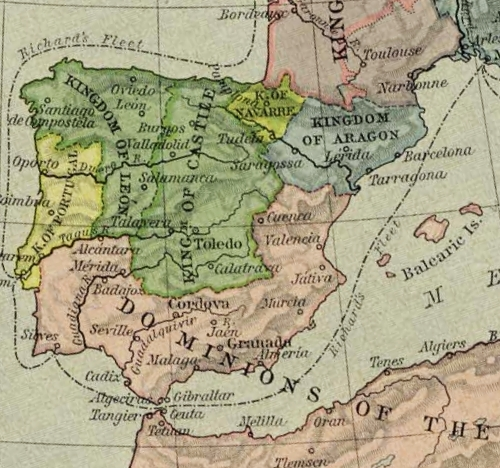
La penisola iberica nella seconda metà del XII secolo

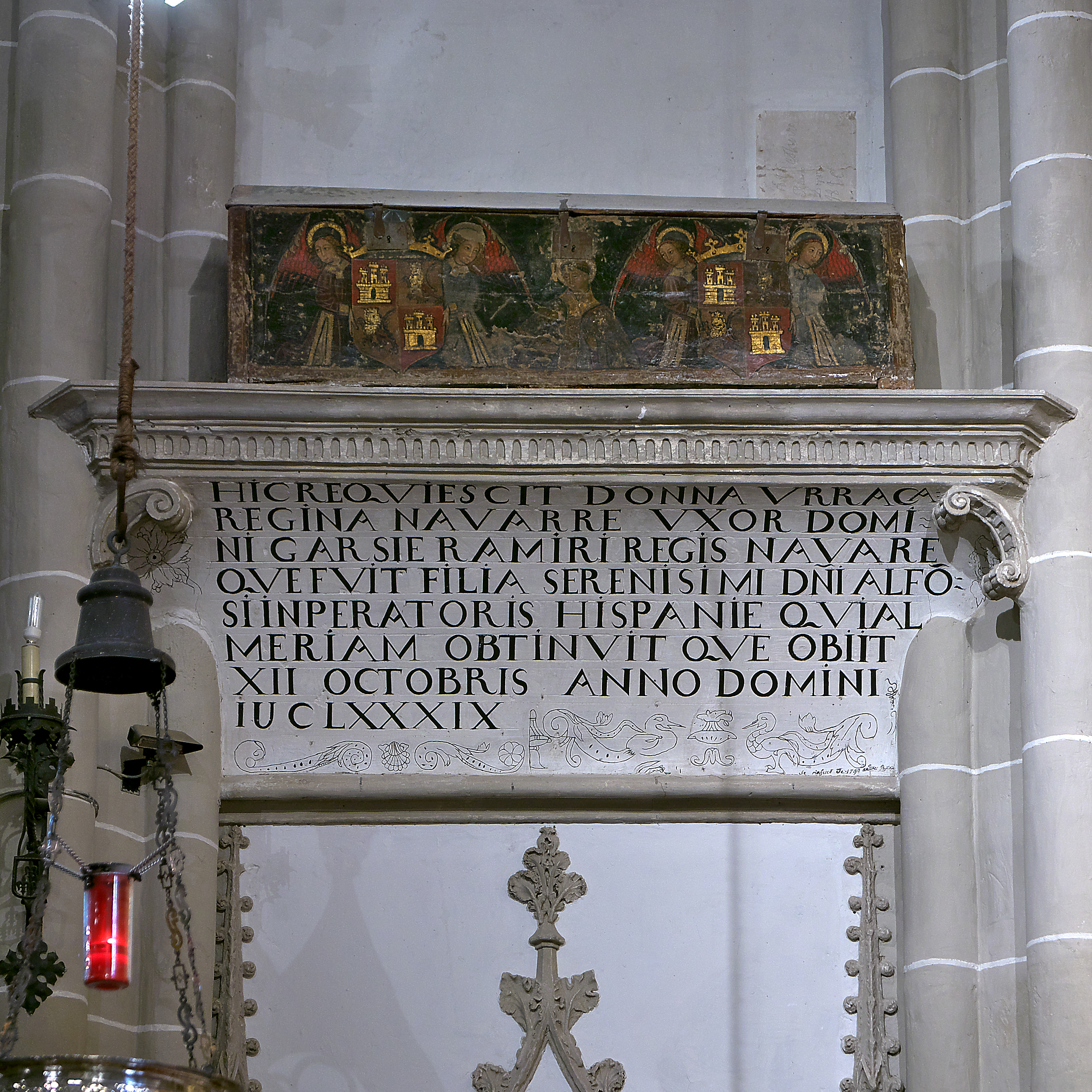
Sepolcro di Urraca presso la Cattedrale di Palencia

## Biografia
Secondo la Chronica Adefonsi Imperatoris Urraca fu allevata dalla sorella di Alfonso VII, Sancha Raimundez (1102-1159).
Sempre secondo la Chronica Adefonsi Imperatoris, verso il 1140, dopo anni di guerra fecero la pace suo padre, alfonso VII l'imperatore e il re di Pamplona, Garcia IV Ramirez; secondo il trattato, il re García avrebbe obbedito ad Alfonso senza eccezioni per il resto della sua vita e fu concordato che l'imperatore desse in sposa sua
figlia, la principessa Urraca, al re García. In questo modo il sovrano di Navarra sarebbe diventato il genero dell'imperatore. Il piano piacque ad Alfonso VII, quindi lo accettò e promise sua figlia al re di Navarra. 
Urraca il 13 giugno 1144, a León, fu data in sposa al re di Pamplona, Garcia IV Ramirez il Restauratore, che, secondo le "Corónicas" Navarras era figlio del signore di Monzón, Ramiro Sanchez, (figlio di Sancho Garcés di Navarra, figlio illegittimo del re di Navarra Garcia III Sanchez) e di Cristina Diaz di Bivar, figlia del Cid Campeador ('ifant don Romiro ovo en su muiller la filla de meo Cid al rey don Garcia de Navarra); Garcia IV, nel 1141,  era rimasto vedovo della prima moglie, Margherita di Aigle, figlia di Gibert de l'Aigle.

 Un documento di una donazione alla chiesa di Santa María de las Dueñas, del 1145 circa, conferma che Garcia era sposato con Urraca (Garsias…Pampilonensium rex…cum uxore mea Urraka regina).
Questo matrimonio era stato celebrato per rinsaldare i legami tra i regni di León e Castiglia e quello di Pamplona. Infatti a seguito di questa unione Garcia IV aiutò il re di Castiglia, Alfonso VII, nella Reconquista, partecipando al suo fianco, nel 1147, alla campagna d'Almería, come riporta lo storico Rafael Altamira.
Dopo la morte di Garcia IV,nel 1150,  Urraca, si ritirò presso la famiglia di origine di sua madre, nelle Asturie
Verso il 1160 (prima del 1163), come riporta il Diccionario biográfico español, Real Academia de la Historia si sposò in seconde nozze con il governatore delle Asturie, anche lui rimasto vedovo, il futuro alfiere del re di León, Ferdinando II, Alvaro Rodriguez de Castro (?-dopo il novembre 1187), figlio di Rodrigo Fernandez de Castro.
Sancha morì nel 1164 (o forse nel 1189; questa data è più credibile in quanto il documento n° 10 del coleccion documental del monasterio de villaverde de sandoval conferma una donazione di Urraca, datata 1178 -dompna Vrraqua, pro remedio anime mee et anima illustrissimi domini Alfonsi, imperatoris Ispaniarum, patris mei-) e, come riporta La web de las biografias fu inumata nella cattedrale di San Antonino, a Palencia, anziché a Oviedo, come da lei desiderato.

## Figli
Urraca a Garcia diede una figlia:
- Sancha di Navarra (1148-1176), sposò in prime nozze, nel 1165, Gastone V (?-1170), visconte di Béarn e, in seconde nozze, nel 1173, il conte Pedro Manrique de Lara (?-1202), II Signore de Molina e Mesa, XIII visconte di Narbona[25].

Urraca ad Alvaro Rodriguez diede due figli:
- Sancho
- Elo

## Ascendenza
|                             |   |                         | Genitori                    |  |  | Nonni |  |  | Bisnonni                |  |  | Trisnonni             |  |
|                             |   |                         |                             |  |  |       |  |  | Guglielmo I di Borgogna |  |  | Rinaldo I di Borgogna |  |
|                             |   |                         |                             |  |  |       |  |  | Guglielmo I di Borgogna |  |  | Rinaldo I di Borgogna |  |
|                             |   | Alice di Normandia      |                             |  |  |       |  |  | Guglielmo I di Borgogna |  |  |                       |  |
| Raimondo di Borgogna        |   |                         |                             |  |  |       |  |  | Guglielmo I di Borgogna |  |  |                       |  |
|                             |   | Stefania di Vienne      | Bernardo II di Bigorre      |  |  |       |  |  |                         |  |  |                       |  |
|                             |   | Stefania di Vienne      | Bernardo II di Bigorre      |  |  |       |  |  |                         |  |  |                       |  |
|                             |   | Stefania di Vienne      | Clémence de Foix            |  |  |       |  |  |                         |  |  |                       |  |
| Alfonso VII di León         |   | Stefania di Vienne      |                             |  |  |       |  |  |                         |  |  |                       |  |
|                             |   | Alfonso VI di Castiglia | Ferdinando I di Castiglia   |  |  |       |  |  |                         |  |  |                       |  |
|                             |   | Alfonso VI di Castiglia | Ferdinando I di Castiglia   |  |  |       |  |  |                         |  |  |                       |  |
|                             |   | Alfonso VI di Castiglia | Sancha I di León            |  |  |       |  |  |                         |  |  |                       |  |
| Urraca I di León            |   | Alfonso VI di Castiglia |                             |  |  |       |  |  |                         |  |  |                       |  |
|                             |   | Costanza di Borgogna    | Roberto I, duca di Borgogna |  |  |       |  |  |                         |  |  |                       |  |
|                             |   | Costanza di Borgogna    | Roberto I, duca di Borgogna |  |  |       |  |  |                         |  |  |                       |  |
|                             |   | Costanza di Borgogna    | Hélie de Sémur              |  |  |       |  |  |                         |  |  |                       |  |
| Urraca Alfonso di Castiglia |   | Costanza di Borgogna    |                             |  |  |       |  |  |                         |  |  |                       |  |
|                             | … | …                       |                             |  |  |       |  |  |                         |  |  |                       |  |
|                             | … | …                       |                             |  |  |       |  |  |                         |  |  |                       |  |
|                             | … | …                       |                             |  |  |       |  |  |                         |  |  |                       |  |
| Pedro Diaz                  | … |                         |                             |  |  |       |  |  |                         |  |  |                       |  |
|                             |   | …                       | …                           |  |  |       |  |  |                         |  |  |                       |  |
|                             |   | …                       | …                           |  |  |       |  |  |                         |  |  |                       |  |
|                             |   | …                       | …                           |  |  |       |  |  |                         |  |  |                       |  |
| Gontroda Pérez              |   | …                       |                             |  |  |       |  |  |                         |  |  |                       |  |
|                             |   | …                       | …                           |  |  |       |  |  |                         |  |  |                       |  |
|                             |   | …                       | …                           |  |  |       |  |  |                         |  |  |                       |  |
|                             |   | …                       | …                           |  |  |       |  |  |                         |  |  |                       |  |
| …                           |   | …                       |                             |  |  |       |  |  |                         |  |  |                       |  |
|                             |   | …                       | …                           |  |  |       |  |  |                         |  |  |                       |  |
|                             |   | …                       | …                           |  |  |       |  |  |                         |  |  |                       |  |
|                             |   | …                       | …                           |  |  |       |  |  |                         |  |  |                       |  |
|                             |   | …                       |                             |  |  |       |  |  |                         |  |  |                       |  |

### Fonti primarie
- (LA)  #ES coleccion documental del monasterio de villaverde de sandoval.
- (LA)  #ES España sagrada, Volume 23.
- (LA)  Monumenta Germaniae Historica, Scriptores, Tomus XXIII.
- (ES)  "Corónicas" Navarras.

### Letteratura storiografica
- Rafael Altamira, La Spagna (1031-1248), in <<Storia del mondo medievale>>, vol. V, 1999, pp. 865–896
- (FR)  LA VASCONIE.
- (EN)  The World of El Cid: Chronicles of the Spanish Reconquest.
- (EN)  The Kingdom of León-Castilla under Queen Urraca
- (EN)  Chronica Adefonsi Imperatoris